# مهرجان الكرز
مهرجان الكرز هو مهرجان يُقام سنويًا في بلدة كفر راعي جنوب غرب محافظة جنين. كان قد تأسس عام 2016. انطلق بهدف دعم هذا المحصول الذي يبحث مزارعوه في أسواق خارجية لتصديره، من أجل إنعاش الاقتصاد المحلي. وتعتبر كفر راعي المنتج الرئيسي للكرز منذ أكثر من مئة عام، إذ تنتج من (70-80)% من إجمالي الكرز في فلسطين. ويسعى المزارعون الفلسطينيون إلى تسويق 600 طن من ثمار الكرز الحامض بلونيه الأحمر والأخضر، ويطالبون بتصدير منتجاتهم إلى الدول العربية المجاورة.
ويقول المزارعون إن تكاليف الزراعة في ازدياد، وإنهم يحتاجون إلى تسويق فعال لدعم هذا المنتج، إذ إن الاستثمار في دونمٍ واحد من الأرض يُكلف قرابة ألفي دولار.

## بداية
فكرة المهرجان انبثقت من مشروع في التنمية الاقتصادية المحلية لحل مشكلة تسويق الكرز، ومساعدة المزارعين على بيع محصولهم السنوي، ضمن مشروع التنمية المستدامة في بلدية كفر راعي، والممول من اتحاد صندوق واقراض البلديات حازم القواسمي، وبدعم اتحاد البلديات الهولندية والخارجية الهولندية تحت رعاية رئيس مجلس الوزراء رامي الحمد الله ومحافظ محافظة جنين اللواء إبراهيم رمضان. وتم افتتاح المهرجان لِأول مرة في 25 أبريل 2016 في ساحة البلدية بحضور وزير الحكم المحلي السيد حسين الأعرج ونائب محافظة جنين السيد كمال ابو الرب، وممثلي الأجهزة الأمنية والمدنية ورؤساء وأعضاء المجالس البلدية من كافة محافظات الوطن وحشد غفير من أهالي البلدة والمناطق المجاورة.
أُنشئ المهرجان نتيجة زيادة أعداد أشجار الكرز المزروعة في أراضي البلدة، فقبل 4-5 سنوات تراوح عدد الأشجار بين 20-30 ألف شجرة كرز، أما حالياً زاد العدد إلى 60 ألف، ما ينجم عن ذلك تزايد المحصول وتنامي حاجة المزارعين لتسويق الكرز في السوق المحلي والخارجي. و تؤدي كثرة الإنتاج لانخفاض متتالٍ في أسعار الكرز، مع أنه ينتج 20 طن من 800 شجرة، بربح 30-35 ألف شيكل فقط، وفي المواسم قليلة الإنتاج يزيد الربح عن 85 ألف شيكل.

## الترتيبات
يستمر مهرجان الكرز لمدة 3 أيام متتالية في شهر أبريل، يتم من خلاله عرض المنتجات الزراعية والصناعية واليدوية المحلية المتنوعة للبلدة بمشاركة واسعة رسمية وشعبية. ويتخلل المهرجان بالعديد من الفعاليات والنشاطات المجتمعية والإعلامية والثقافية والفنية منها: فقرات فنية من زجل ودبكة شعبية وغناء فلكلوري وعرض كشافة لطلاب بلدة كفر راعي ومعارض وزوايا مختلفة بمشاركة رجال أعمال من داخل البلدة وخارجها، كما يتم توزيع الجوائز على الفائزين في المسابقة الثقافية.

## أهداف المهرجان
أشار صاحب فكرة المهرجان لؤي الشيخ إلى أن المهرجان يهدف لمساعدة مزارعي الكرز في البلدة في تسويق منتجهم في الأساس، وكذلك الترويج للبلدة التي باتت تنتج الكرز بكميات تجارية كأول بلدة في فلسطين وتطوير السياحة الداخلية فيها، وأضاف: إن 5000 دونم من أراضي كفر راعي مزروعة باللوزيات منها 60 ألف شجرة كرز تنتج سنويًّا بين 800 إلى 1200 طن من الكرز الأحمر والأخضر. وهو يعتبر نجاح نوعي يحتاج إلى الاستثمار والمتابعة، ويهدف المهرجان أيضاً إلى دعم المسيرة التنموية المحلية. كما ويشارك في المعرض كادر بشري من موظفي البلدية بهدف تطوير الكفاءات وبناء القدرات للموظفين بانشاء المعارض في سنين قادمة.